# Alangium havilandii
Alangium havilandii là một loài thực vật]] thuộc họ Alangiaceae. Loài này có ở Brunei, Indonesia, và Malaysia.